# دانشگاه الله‌آباد
دانشگاه الله‌آباد (انگلیسی: University of Allahabad) یک دانشگاه دولتی است که در الله‌آباد، اوتار پرادش هند واقع شده‌است.